# کلیسای خورا

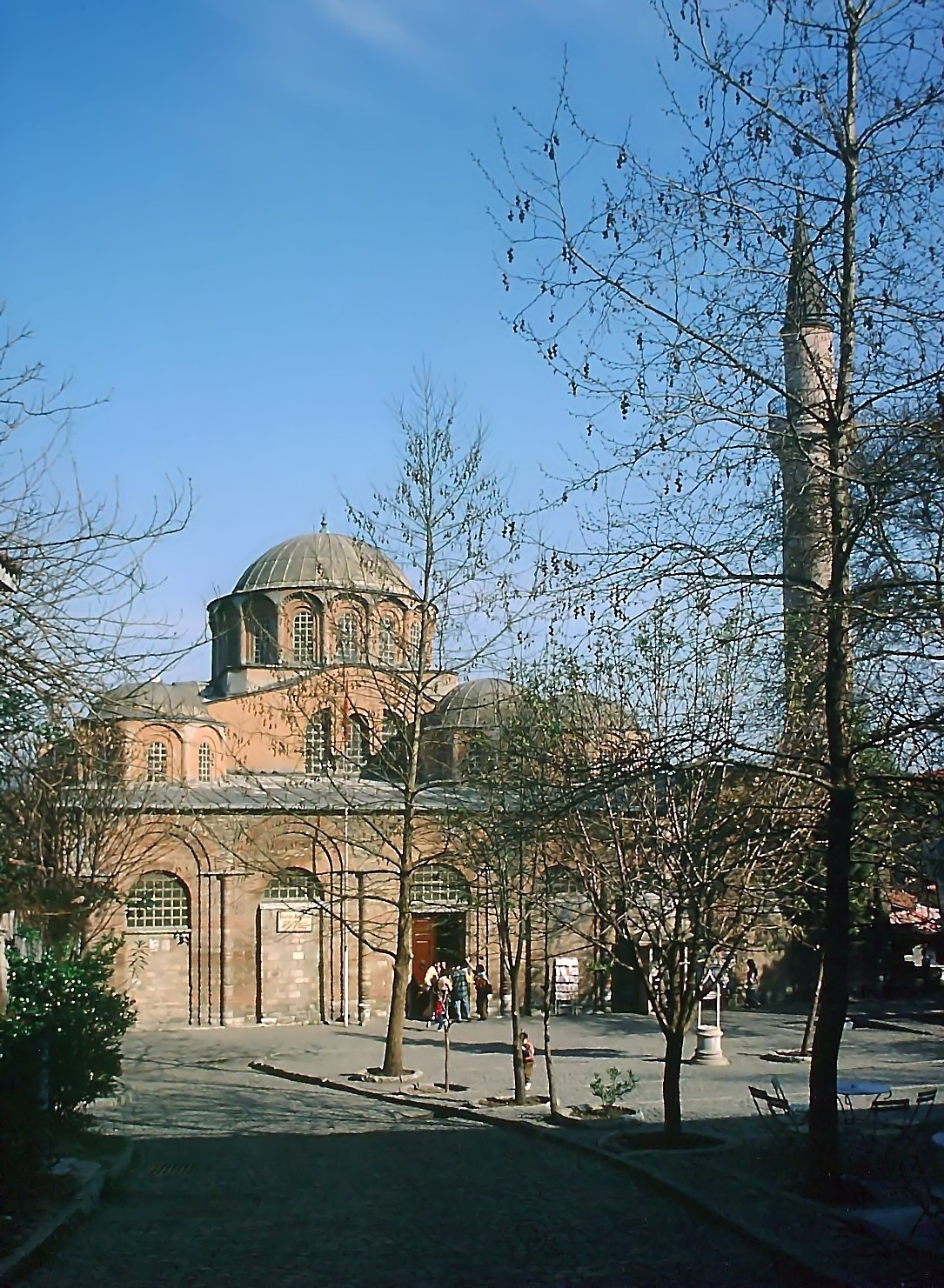

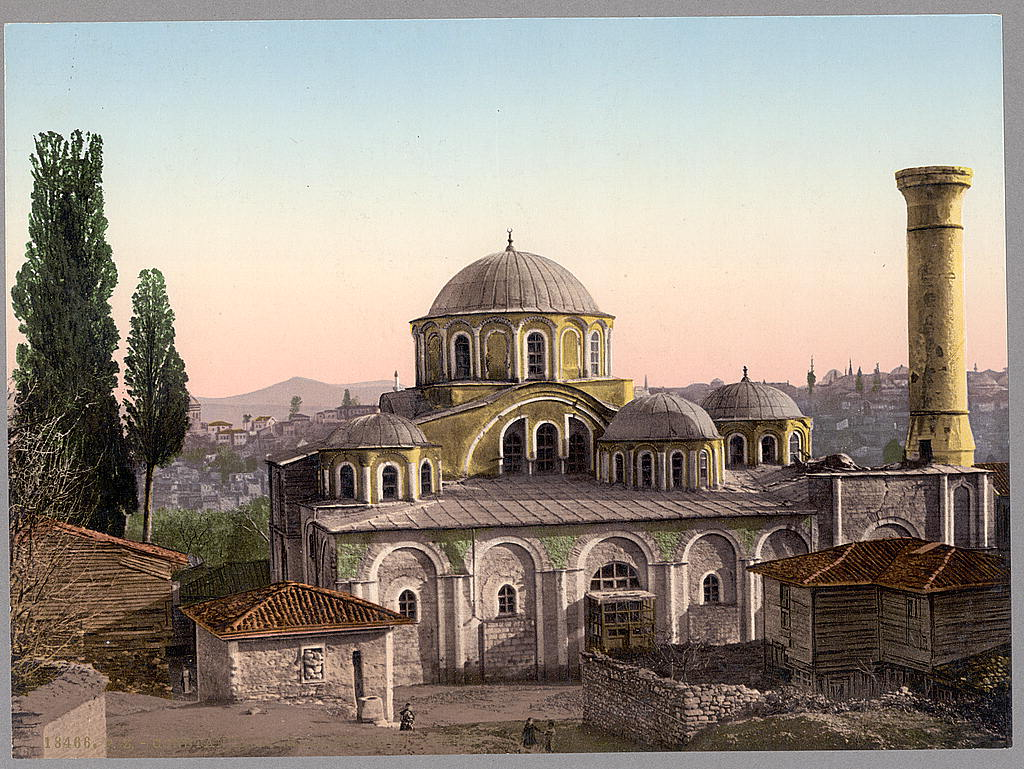

کلیسای خورا (یونانی: Ἐκκλησία τοῦ Ἁγίου Σωτῆρος ἐν τῇ Χώρᾳ) کنیسه کورا (خورا)، کلیسای ارتدکس یونانی واقع در استانبول، شده‌است. کنیسه کورا یا کلیسای «رهایی‌بخش پاک در کورا» که اکنون با نام موزه کورا نیز شناخته می‌شود در منطقه ادیرنا کاپی، ناحیه فاتح استانبول قرار دارد. این کلیسای در سده ۱۶ میلادی، در دوران عثمانی به مسجد تبدیل شده بود، ۵۰ سال پس از سقوط قسطنطنیه علی پاشا، وزیر اعظم بایزید دوم، دستور تبدیل آن به مسجد جامع کاریه (برگرفته از نام یونانی آن) را صادر کرد. در سال ۱۹۴۵ به موزه بدل گشت. این کلیسا، که از سال ۱۹۴۵ به موزه تبدیل شده، به شکل فعلی باقی‌مانده از سده ۱۴ میلادی‌ست؛ و نقاشی‌های دیواری، موزاییک‌کاری‌ها و معرق‌کاری‌هایی که دارد، از نمونه‌های کم‌نظیر و مثال‌زدنی از دوران بیزانس هستند. تاریخ کلیسا به سده‌ها قبل از عثمانی‌ها بازمی‌گردد. در قرن چهارم کنیسه‌ای که دربرگیرنده کلیسا بود، پشت دیوار قسطنطنیه (کنستانتین)، یا آنچه امروزه استانبول نامیده می‌شود، قرار داشت. پس از آن کلیسا و کنیسه مراحل مختلفی از ساخت‌وساز و آراستگی و تزئینات را به خود دید تا توسط اسحاق کومنوس، پسر آلکسیوس یکم، امپراتور بیزانس بازسازی شد و در نهایت دو قرن بعد، در سده ۱۴ آنچه تا امروز باقی مانده به کلی شکل گرفت. رجب طیب اردوغان، در دستور خواستار تغییر کنیسه کورا (خورا)، کلیسای ارتدکس یونانی واقع در استانبول، شده‌است. یک ماه پس از تبدیل کلیسا و موزه پیشین ایاصوفیه به مسجد، دولت ترکیه همچنان در مسیر تبدیل کلیساهای باقی‌مانده از دوران بیزانس به مکانی برای عبادت مسلمانان قرار دارد.